# 3028 Zhangguoxi
3028 Zhangguoxi è un asteroide della fascia principale del diametro medio di circa 25,58 km. Scoperto nel 1978, presenta un'orbita caratterizzata da un semiasse maggiore pari a 3,0189463 UA e da un'eccentricità di 0,0248195, inclinata di 9,50738° rispetto all'eclittica.
L'asteroide è dedicato al filantropo cinese Zhang Guoxi.